# Marquesado del Nervión

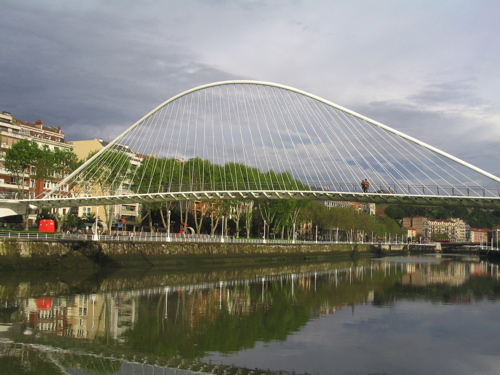
Río Nervión, de donde tomó el nombre el Marquesado del Nervión, a su paso por Bilbao, con el nuevo puente de Santiago Calatrava.

El marquesado del Nervión es un título nobiliario español creado el 11 de octubre de 1864 por la reina Isabel II, a favor del político y militar Francisco Armero y Fernández de Peñaranda.
Su denominación hace referencia al río Nervión, por la intervención de Francisco Armero en el sitio de Bilbao, durante la Primera Guerra Carlista.
Francisco Armero, era el hijo primogénito de los doce hijos habidos del matrimonio de Antonio Armero y Almazán con María de los Dolores Fernández de Peñaranda y Sevilla.
La familia Armero procedía de La Rioja, pero se afincó en Fuentes de Andalucía (Sevilla), de donde eran oriundos los Fernández de Peñaranda.
Tanto el I marqués del Nervión, como sus sucesores estuvieron siempre muy vinculados con Andalucía, especialmente con la ciudad de Sevilla, donde eran propietarios de grandes extensiones de terrenos. El barrio de Nervión y El Cerro se asientan en antiguos terrenos propiedad del marqués del Nervión en la capital andaluza.

## Marqueses del Nervión
|                        | Titular                                   | Periodo                |
| Creación por Isabel II | Creación por Isabel II                    | Creación por Isabel II |
| ---------------------- | ----------------------------------------- | ---------------------- |
| I                      | Francisco Armero y Fernández de Peñaranda | 1864-1866              |
| II                     | Francisco Armero y Díaz                   | 1866-1911              |
| III                    | Francisco Armero y Castrillo              | 1914-1950              |
| IV                     | María Josefa Armero y Castrillo           | 1951-1966              |
| V                      | Alberto Mencos y Armero                   | 1966-1974              |
| VI                     | Alberto Mencos y Valdés                   | 1974-actual titular    |

## Historia de los marqueses del Nervión
- Francisco Armero y Fernández de Peñaranda (1803-1866), I marqués del Nervión.

1. Casó con Josefa Díaz de Armero de la Torre y Almazán, su prima hermana. Le sucedió su hijo:

- Francisco Armero y Díaz y Fernández de Peñaranda (1847-1911), II marqués del Nervión.

1. Casó con María Pastora Castrillo y Medina, hija de Juan Bautista Castrillo y Bernúy, VII marqués de las Cuevas del Becerro, VI marqués de Villaverde de San Isidro, II vizconde de Benaoján. Le sucedió su hijo:

- Francisco Armero y Castrillo (1882-1950), III marqués del Nervión, I vizconde de Bernuy (desde 1909, ya que antes fue el vizcondado previo del marquesado vitalicio de Campo Alegre (creado el 7 de octubre de 1847), gentilhombre grande de España con ejercicio y servidumbre del Rey Alfonso XIII.

1. Casó con María de Arteche y González de Careaga, dama de la Reina Victoria Eugenia de España. Sin descendientes. Le sucedió su hermana:

- María Josefa Armero y Castrillo, IV marquesa del Nervión, IX marquesa de Albudeyte ( desde 1955, luego perdido por sentencia de mejor derecho en 1961), II vizcondesa de Bernuy.

1. Casó con Lorenzo Domínguez y Pascual. Sin descendientes. Le sucedió el hijo de su hermana María de la Concepción Armero y Castrillo, casada con Alberto Mencos y Sanjuán, VII conde de Fresno de la Fuente, su sobrino:

- Alberto Mencos y Armero, V marqués del Nervión, VIII conde de Fresno de la Fuente, III vizconde de Bernuy.

1. Casó con Micaela Vadés y Ozores. Le sucedió su hijo:

- Alberto Mencos y Valdés (n. en 1958),  VI marqués del Nervión, IX conde de Fresno de la Fuente, IV vizconde de Bernuy.